# Горки (Железногорский район)
Го́рки (также Верхние Горки) — упразднённый посёлок, существовавший в Железногорском районе Курской области до 1976 года.

## География
Располагался в центральной части района, в 9 км к юго-востоку от Железногорска на правом берегу реки Чернь. С севера к посёлку примыкала деревня Толчёное. Ближайшие, ныне существующие населённые пункты — деревни Солдаты, Остапово и село Андросово.

## История
Возник в 1922 году в результате раздела деревни Толчёное, известной с начала XVIII века, в целях более продуктивного ведения хозяйства. При этом из Толчёного был также выделен посёлок Кутырки. До 1923 года входил в состав Веретенинской волости Дмитровского уезда Орловской губернии, затем, в связи с её упразднением, был передан в Долбенкинскую волость. С 1928 года в составе Михайловского (ныне Железногорского) района. В конце 1929 года, с началом коллективизации, хозяйства посёлка начали вступать в большой колхоз имени Ильича. В 1930—1931 годах колхоз был разукрупнён и хозяйства Горок были отнесены к меньшей по размеру сельскохозяйственной артели «Советский путь». В 1937 году в посёлке было 12 дворов. С октября 1941 года по февраль 1943 года находился в зоне немецко-фашистской оккупации. В 1950 году хозяйства посёлка были отнесены к колхозу имени Молотова, переименованному в июле 1957 года в «Путь к коммунизму». До 1973 года Горки входили в состав Курбакинского сельсовета, после упразднения которого населённый пункт был передан в Андросовский сельсовет. Упразднён 22 апреля 1976 года в связи с отведением земель под отвалы карьера Михайловского ГОКа. К моменту расселения в посёлке было 11 дворов.